# 西部地域 (フィジー)

西部地域の地図 (赤色に塗られている場所)

フィジーの州

西部地域 (英語:Western Division)はフィジー共和国を構成する4つのフィジーの行政区画の一つである。行政府所在地は、バ州のビティレブ島北西部に位置する都市・ラウトカ。

## 概要
西部地域には、バ州（ビティレブ島、ヤサワ諸島など）、ナドロンガ・ナヴォサ州（ママヌザ諸島など）とラ州といった3つの州とそれに属する島嶼によって構成されている。
中央地域や東部地域との境界線がヴィティレヴ島にある。
| 地域 (中心都市)       | 州 (州都)                             | 面積(km²) | 人口 (2007年) | 所属島嶼                                               | その他の都市          |
| 西部地域 (ラウトカ市) | バ州 (バ町)                           | 2634      | 231,760       | ビティレブ島北西部、 ヴィワ島を含む ヤサワ諸島など     | ナンディ町、 タブア町 |
| 西部地域 (ラウトカ市) | ナドロンガ・ナヴォサ州 (シンガトカ町) | 2385      | 58,387        | ビティレブ島南西部、 タバルア島を含む ママヌザ諸島など |                       |
| 西部地域 (ラウトカ市) | ラ州                                  | 1341      | 29,464        | ビティレブ島北部                                       |                       |